# Claudia de tutelis
La llei Clàudia (llatí: Lex Claudia de tutelis) va ser una llei romana aprovada en temps de l'emperador Claudi que abolia la tutela legítima sobre les dones.